# Vauvenargues
Pour l'écrivain de ce nom, voir Luc de Clapiers, marquis de Vauvenargues. Pour la maison d'édition, voir Gérard de Villiers.
Vauvenargues (Vauvenarga en provençal selon la norme classique et Vauvenargo selon la norme mistralienne) est une commune française, située dans le département des Bouches-du-Rhône en région Provence-Alpes-Côte d'Azur.
Cette cité, limitrophe du département du Var, est la ville natale de l'écrivain  Luc de Clapiers, marquis de Vauvenargues, plus connu sous le simple nom de Vauvenargues. La tombe du peintre Pablo Picasso est située dans le domaine du château de la commune.

## Géographie

### Situation
En pleine Provence calcaire, la commune est située sur le versant nord de la montagne Sainte-Victoire et au sud de la montagne des Ubacs, sur le ruisseau Infernet, qui coule en amont du lac-réservoir du barrage de Bimont.
Elle se trouve à 14 km environ à l'est d'Aix-en-Provence à laquelle elle est reliée par la petite route départementale D 10. Les deux autres uniques accès à la commune sont le col du Sambuc au nord (vers Jouques) et le col des Portes à l'est (vers Rians et Pourrières).

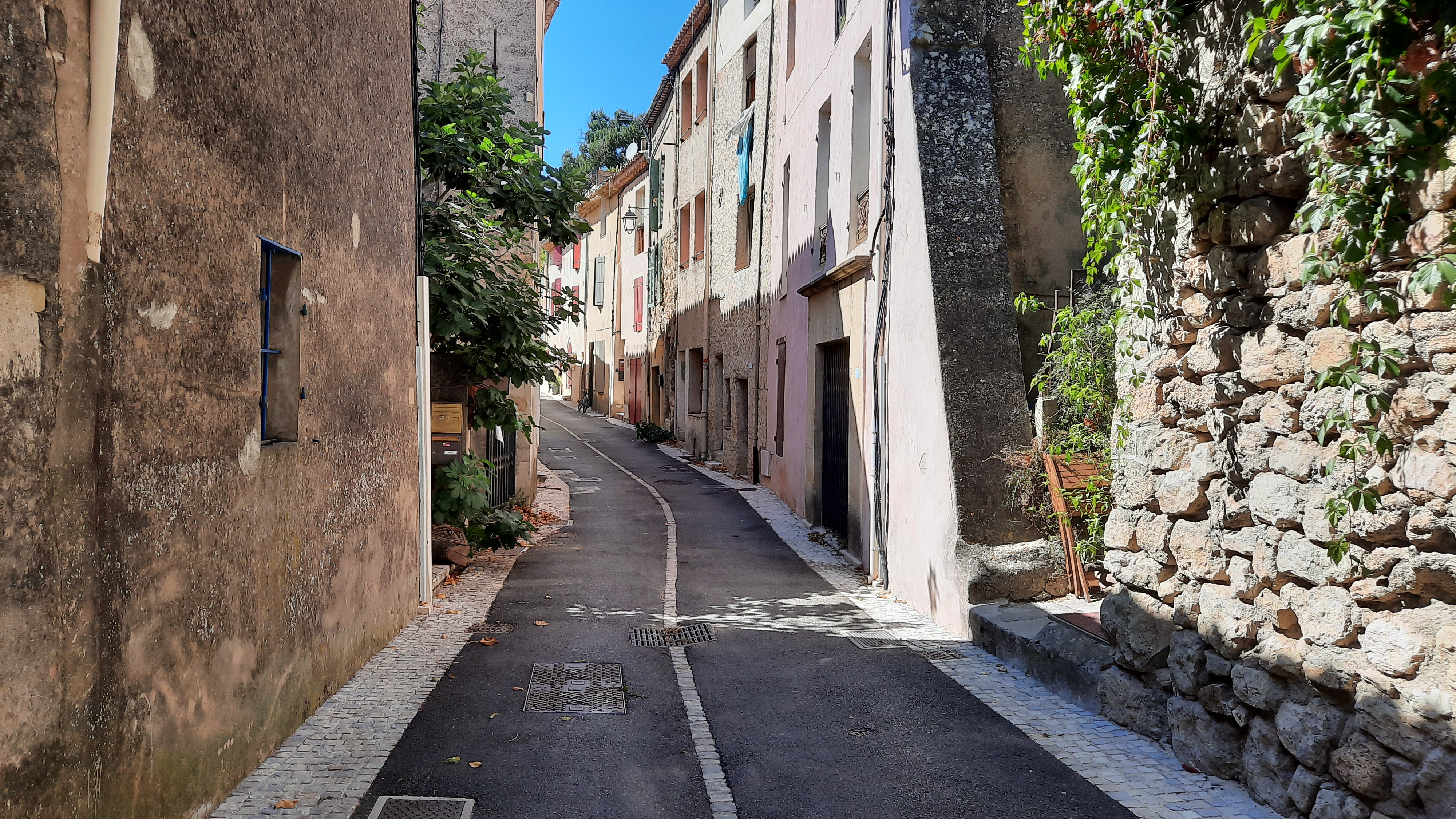
Ruelle de Vauvenargues.
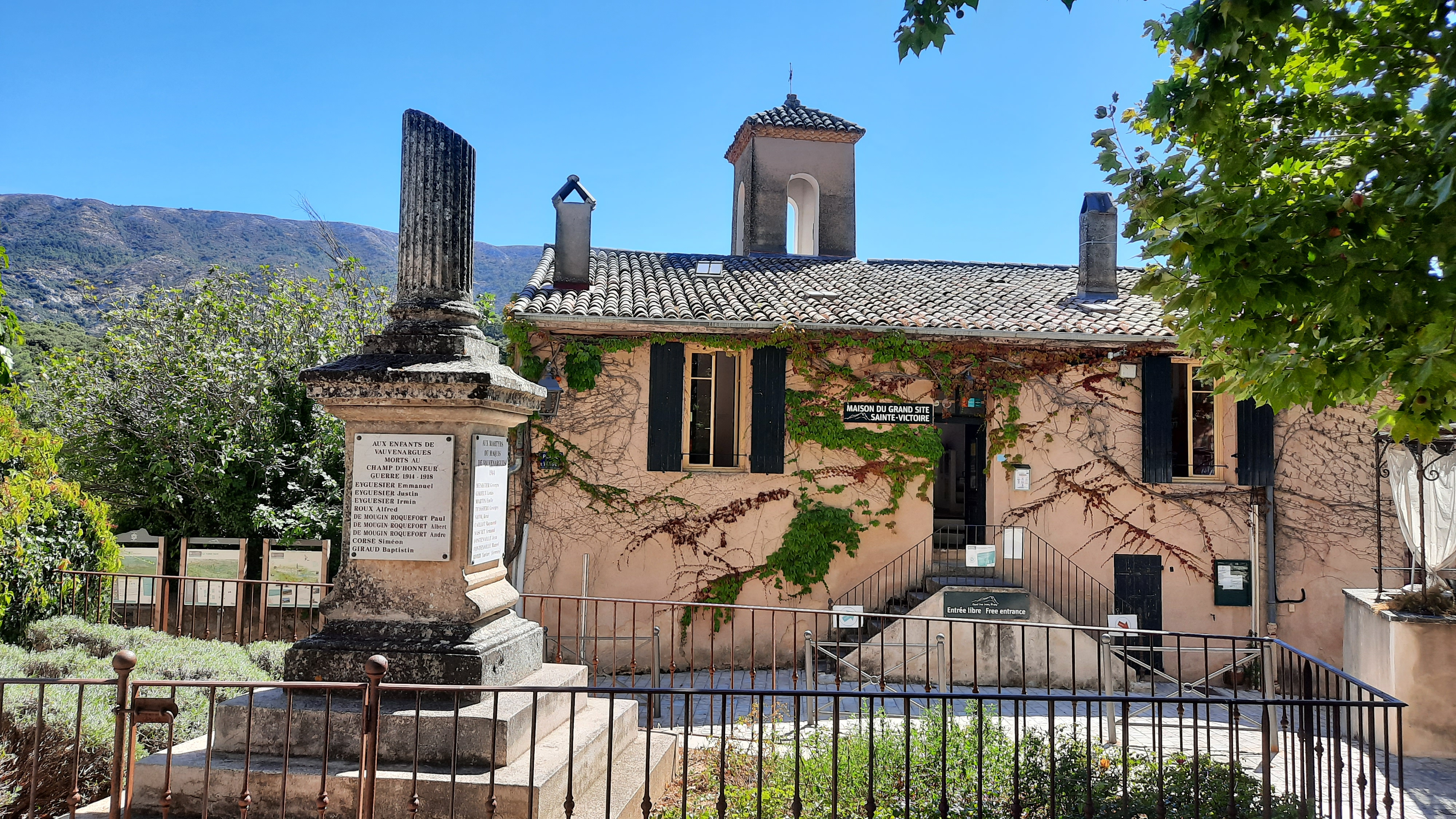
Maison du Grand Site Sainte-Victoire à Vauvenargues.
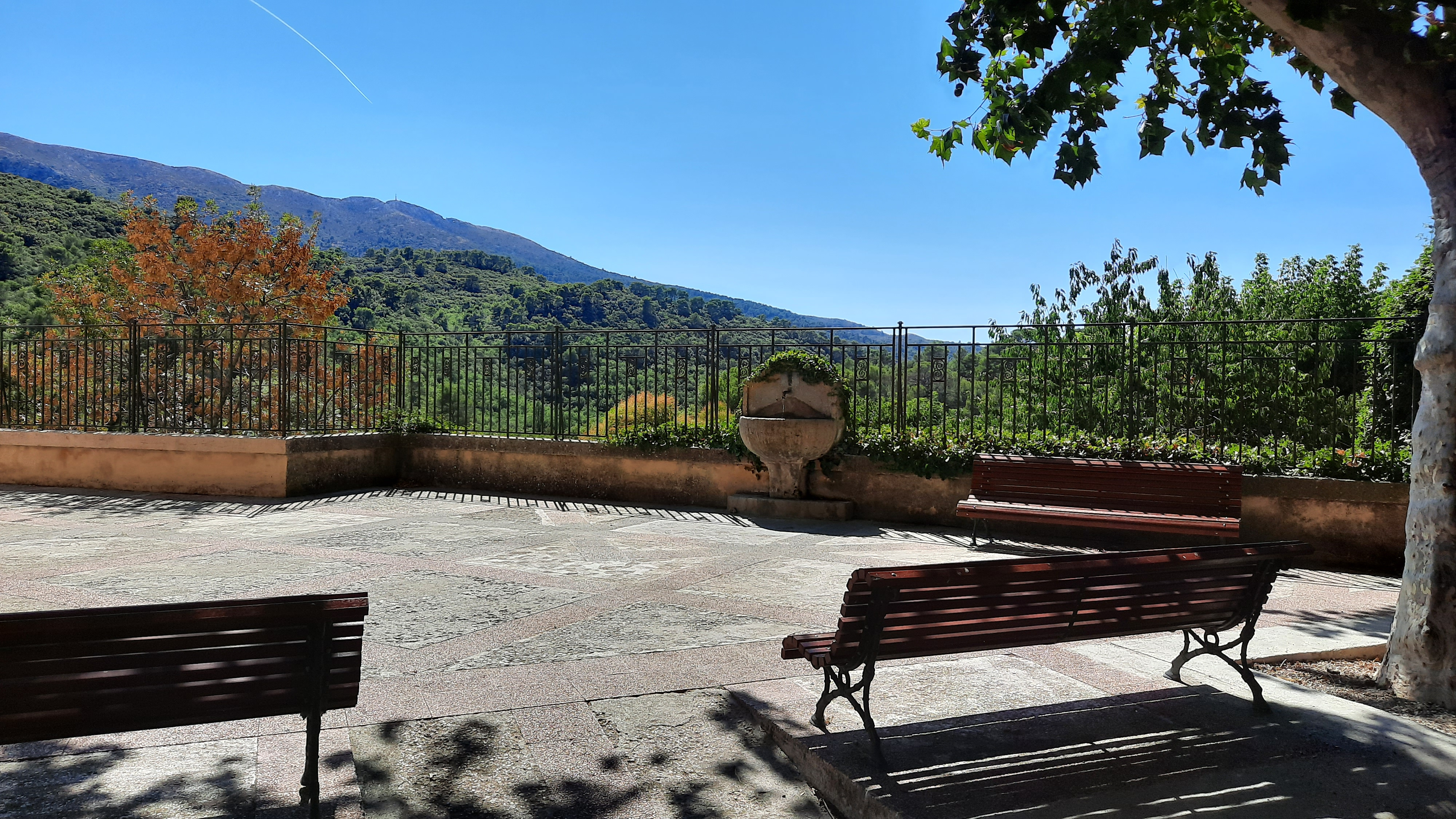
Vue de la Croix de Provence depuis Vauvenargues.
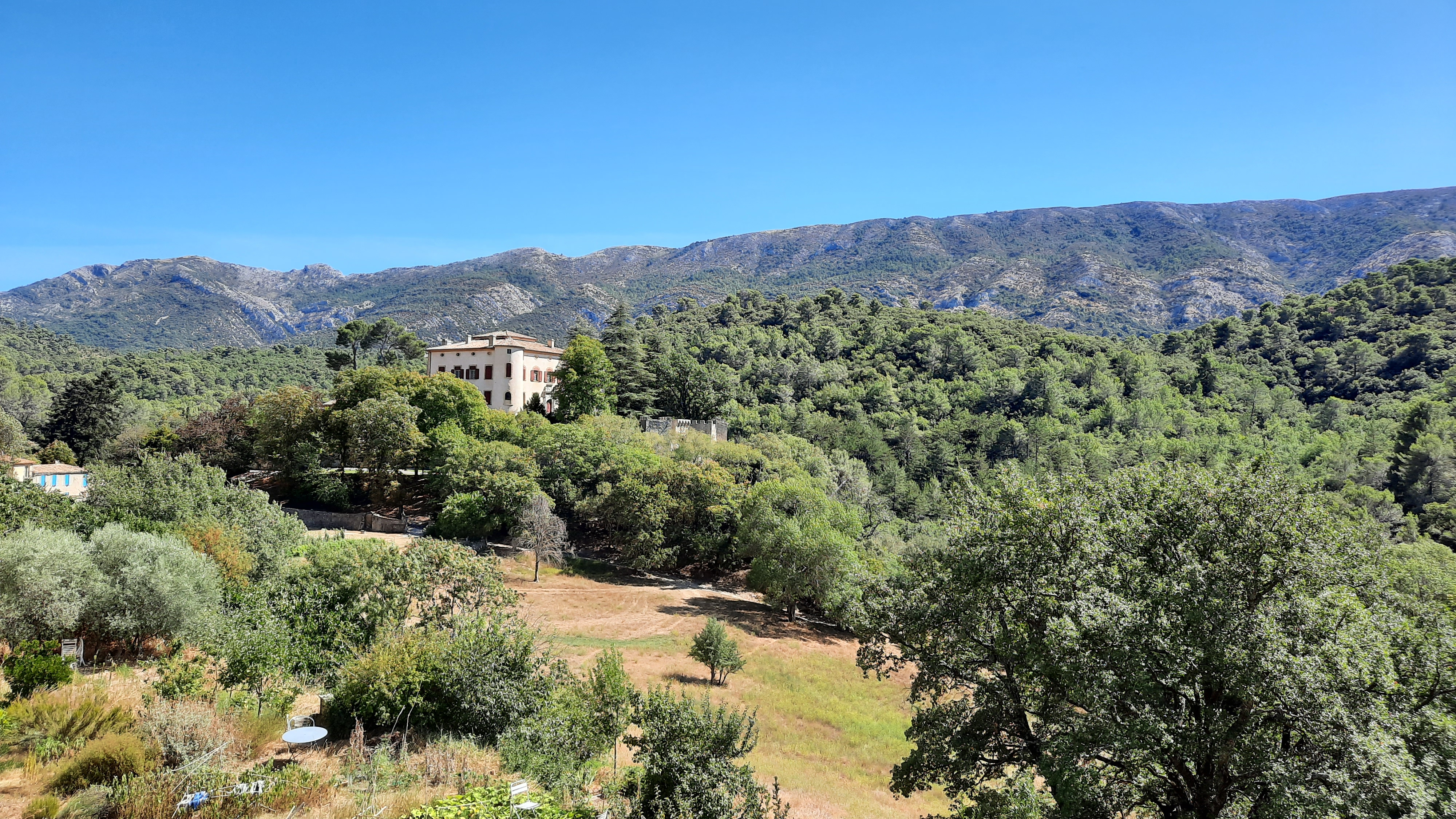
Château de Vauvenargues.
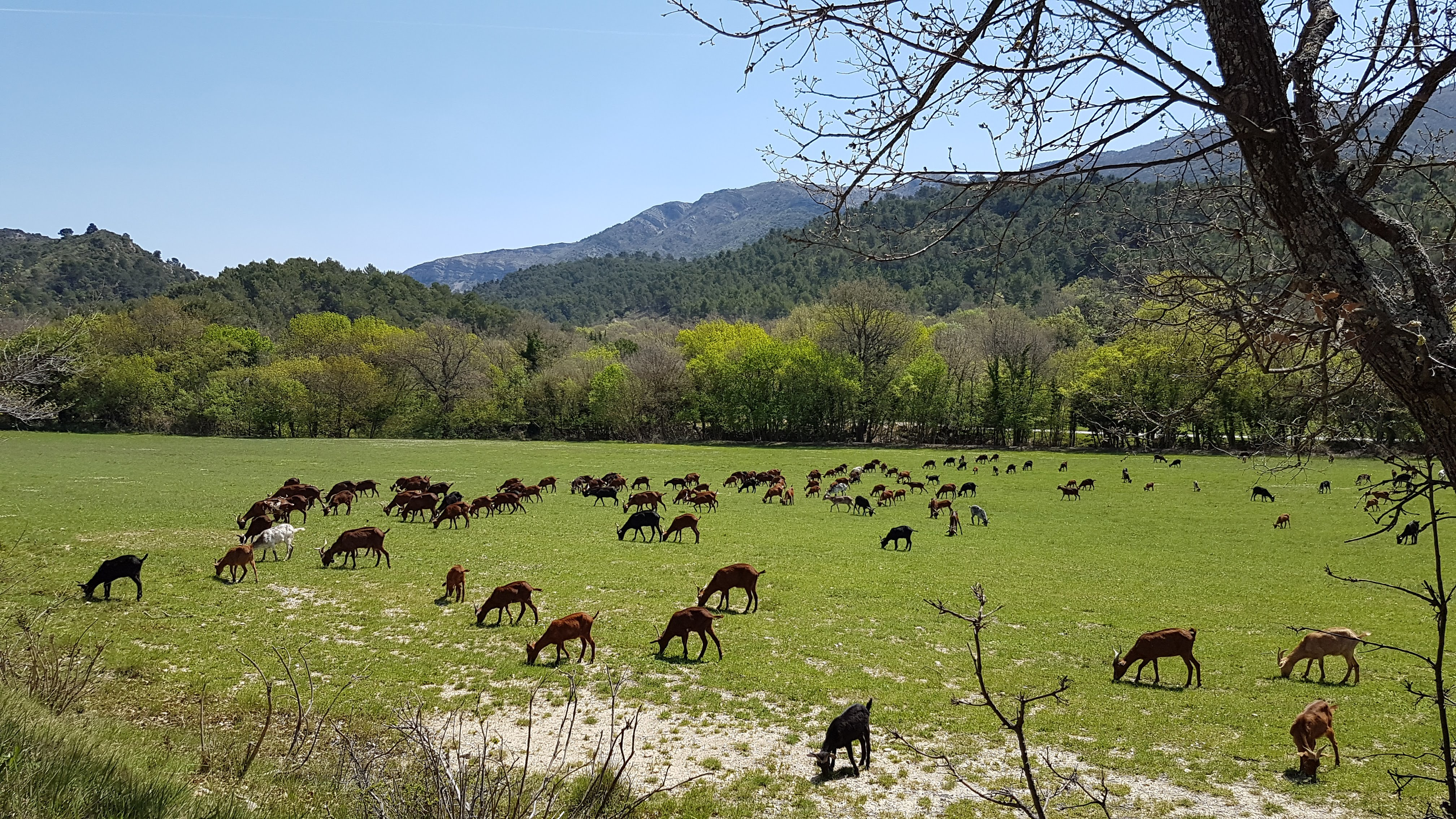
Prairie et paysage aixois à Vauvenargues.

### Communes limitrophes
- dans le canton d'Aix-en-Provence-Nord-Est :
  - Saint-Marc-Jaumegarde ;
- dans le canton de Peyrolles-en-Provence (même arrondissement) :
  - Jouques,
  - Meyrargues,
  - Peyrolles-en-Provence ;
- dans le canton de Trets (même arrondissement) :
  - Beaurecueil,
  - Puyloubier,
  - Saint-Antonin-sur-Bayon ;
- dans le canton de Rians (arrondissement de Brignoles, département du Var, même région) :
  - Rians.

### Climat
Pour des articles plus généraux, voir Climat de Provence-Alpes-Côte d'Azur et Climat des Bouches-du-Rhône.
En 2010, le climat de la commune est de type climat méditerranéen altéré, selon une étude du Centre national de la recherche scientifique s'appuyant sur une série de données couvrant la période 1971-2000. En 2020, Météo-France publie une typologie des climats de la France métropolitaine dans laquelle la commune est exposée à un climat méditerranéen et est dans la région climatique Provence, Languedoc-Roussillon, caractérisée par une pluviométrie faible en été, un très bon ensoleillement (2 600 h/an), un été chaud (21,5 °C), un air très sec en été, sec en toutes saisons, des vents forts (fréquence de 40 à 50 % de vents > 5 m/s) et peu de brouillards.
Pour la période 1971-2000, la température annuelle moyenne est de 12,8 °C, avec une amplitude thermique annuelle de 16,6 °C. Le cumul annuel moyen de précipitations est de 808 mm, avec 6,1 jours de précipitations en janvier et 2,6 jours en juillet. Pour la période 1991-2020, la température moyenne annuelle observée sur la station météorologique installée sur la commune est de 12,6 °C et le cumul annuel moyen de précipitations est de 738,1 mm. 
La température maximale relevée sur cette station est de 41 °C, atteinte le 28 juin 2019 ; la température minimale est de −12,3 °C, atteinte le 11 février 2012,,.
| Mois                                  | jan.            | fév.           | mars            | avril         | mai             | juin         | jui.          | août          | sep.          | oct.          | nov.            | déc.           | année      |
| ------------------------------------- | --------------- | -------------- | --------------- | ------------- | --------------- | ------------ | ------------- | ------------- | ------------- | ------------- | --------------- | -------------- | ---------- |
| Température minimale moyenne (°C)     | 0,6             | 0,3            | 2,9             | 5,3           | 9               | 12,6         | 14,9          | 14,9          | 11,5          | 8,6           | 4,2             | 1,4            | 7,2        |
| Température moyenne (°C)              | 4,8             | 5,2            | 8,2             | 10,8          | 14,9            | 19,1         | 21,9          | 21,8          | 17,4          | 13,3          | 8,3             | 5,4            | 12,6       |
| Température maximale moyenne (°C)     | 9               | 10,1           | 13,5            | 16,3          | 20,8            | 25,6         | 28,8          | 28,7          | 23,3          | 18            | 12,5            | 9,4            | 18         |
| Record de froid (°C) date du record   | −9,7 31.01.1999 | −12,3 11.02.12 | −9,8 02.03.05   | −3,3 08.04.21 | −1,4 05.05.1991 | 4,5 03.06.06 | 5,9 17.07.00  | 7,3 31.08.10  | 1,6 26.09.02  | −5 30.10.1997 | −9,1 23.11.1998 | −10,6 30.12.05 | −12,3 2012 |
| Record de chaleur (°C) date du record | 20,3 28.01.08   | 20,6 27.02.19  | 23,6 17.03.1997 | 26,9 09.04.11 | 30,5 23.05.07   | 41 28.06.19  | 37,3 18.07.23 | 38,3 23.08.23 | 32,2 04.09.16 | 30,4 08.10.23 | 22,3 06.11.1992 | 20,3 30.12.21  | 41 2019    |
| Précipitations (mm)                   | 65,7            | 42,4           | 44,5            | 70,9          | 62,2            | 41           | 24,4          | 28            | 94,9          | 94,6          | 105,1           | 64,4           | 738,1      |

| Diagramme climatique                                  |             |             |             |           |            |              |            |              |           |              |            |
| J                                                     | F           | M           | A           | M         | J          | J            | A          | S            | O         | N            | D          |
| 90,665,7                                              | 10,10,342,4 | 13,52,944,5 | 16,35,370,9 | 20,8962,2 | 25,612,641 | 28,814,924,4 | 28,714,928 | 23,311,594,9 | 188,694,6 | 12,54,2105,1 | 9,41,464,4 |
| Moyennes : • Temp. maxi et mini °C • Précipitation mm |             |             |             |           |            |              |            |              |           |              |            |

Les paramètres climatiques de la commune ont été estimés pour le milieu du siècle (2041-2070) selon différents scénarios d'émission de gaz à effet de serre à partir des nouvelles projections climatiques de référence DRIAS-2020. Ils sont consultables sur un site dédié publié par Météo-France en novembre 2022.

## Urbanisme

### Typologie
Au 1er janvier 2024, Vauvenargues est catégorisée commune rurale à habitat dispersé, selon la nouvelle grille communale de densité à 7 niveaux définie par l'Insee en 2022.
Elle est située hors unité urbaine. Par ailleurs la commune fait partie de l'aire d'attraction de Marseille - Aix-en-Provence, dont elle est une commune de la couronne,. Cette aire, qui regroupe 115 communes, est catégorisée dans les aires de 700 000 habitants ou plus (hors Paris),.

### Occupation des sols
L'occupation des sols de la commune, telle qu'elle ressort de la base de données européenne d’occupation biophysique des sols Corine Land Cover (CLC), est marquée par l'importance des forêts et milieux semi-naturels (92,6 % en 2018), une proportion sensiblement équivalente à celle de 1990 (92,4 %). La répartition détaillée en 2018 est la suivante :
forêts (67,8 %), milieux à végétation arbustive et/ou herbacée (24,1 %), zones agricoles hétérogènes (2,7 %), zones urbanisées (2,6 %), terres arables (1,5 %), espaces ouverts, sans ou avec peu de végétation (0,6 %), eaux continentales (0,6 %). L'évolution de l’occupation des sols de la commune et de ses infrastructures peut être observée sur les différentes représentations cartographiques du territoire : la carte de Cassini (XVIIIe siècle), la carte d'état-major (1820-1866) et les cartes ou photos aériennes de l'IGN pour la période actuelle (1950 à aujourd'hui).

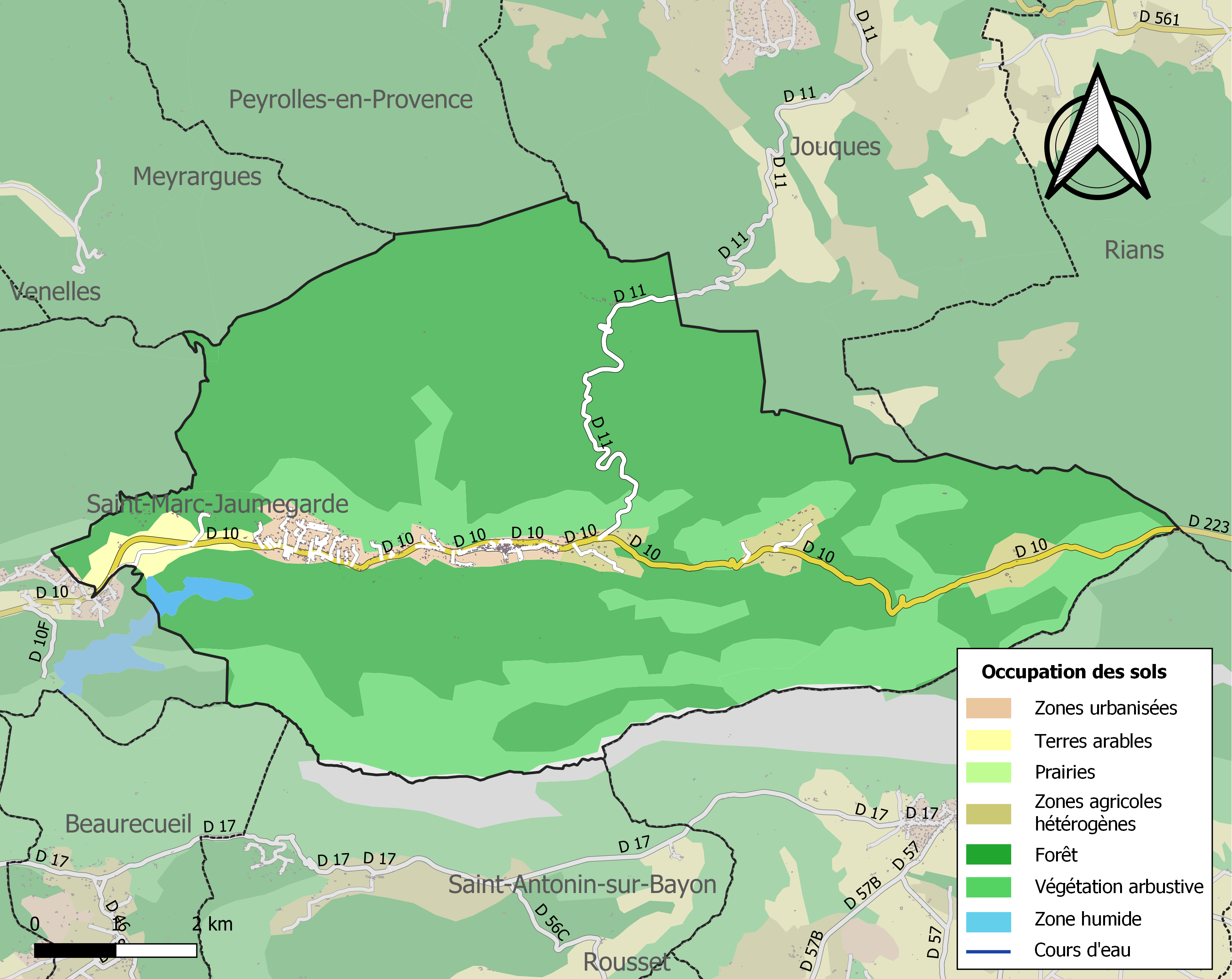
Carte des infrastructures et de l'occupation des sols de la commune en 2018 (CLC).

## Histoire
Seigneurie des archevêques d'Aix et des comtes de Provence, jusqu'au milieu du XIIIe siècle, puis des Clapiers au XVIe siècle. Fief érigé en marquisat par lettres patentes de Louis XV en 1722 en faveur de Joseph de Clapiers, père du moraliste, dit Vauvenargues.

## Héraldique
| Armes de Vauvenargues | Les armes de Vauvenargues se blasonnent ainsi : « Fascé d'azur et d'or au chef d'argent. » Il s'agit d'une brisure ou d'une variation des armes de la famille Clapier marquis de Vauvenargues qui porte « Fascé d'azur et d'argent au chef d'or. » |

## Toponymie

### Microtoponymie
- adrech de Clos, de Mouret, de la citadelle : désigne un versant sud
- ubac : désigne un versant nord
- Montauron : de auro, le vent, la brise[15]
- le Bau : (le baou) l'escarpement, la falaise
- le Défens : pâturages réglementés, cloturé[16].
- claps : tas, amas de pierres, du bas-latin claperius[17].

## Politique et administration
| Période                                  | Période   | Identité              | Étiquette | Qualité                                               |
| ---------------------------------------- | --------- | --------------------- | --------- | ----------------------------------------------------- |
| 1962                                     | mars 2008 | Christian de Barbarin | PS        | ...                                                   |
| 2008                                     | En cours  | Philippe Charrin      | UDI       | Vice-président de la métropole Aix-Marseille-Provence |
| Les données manquantes sont à compléter. |           |                       |           |                                                       |

## Population et société

### Démographie
L'évolution du nombre d'habitants est connue à travers les recensements de la population effectués dans la commune depuis 1793. Pour les communes de moins de 10 000 habitants, une enquête de recensement portant sur toute la population est réalisée tous les cinq ans, les populations de référence des années intermédiaires étant quant à elles estimées par interpolation ou extrapolation. Pour la commune, le premier recensement exhaustif entrant dans le cadre du nouveau dispositif a été réalisé en 2006.

En 2022, la commune comptait 1 058 habitants, en évolution de +4,24 % par rapport à 2016 (Bouches-du-Rhône : +2,48 %, France hors Mayotte : +2,11 %).
| 1793 | 1800 | 1806 | 1821 | 1831 | 1836 | 1841 | 1846 | 1851 |
| ---- | ---- | ---- | ---- | ---- | ---- | ---- | ---- | ---- |
| 515  | 448  | 502  | 525  | 512  | 574  | 546  | 518  | 514  |

| 1856 | 1861 | 1866 | 1872 | 1876 | 1881 | 1886 | 1891 | 1896 |
| ---- | ---- | ---- | ---- | ---- | ---- | ---- | ---- | ---- |
| 426  | 429  | 425  | 415  | 386  | 351  | 326  | 275  | 252  |

| 1901 | 1906 | 1911 | 1921 | 1926 | 1931 | 1936 | 1946 | 1954 |
| ---- | ---- | ---- | ---- | ---- | ---- | ---- | ---- | ---- |
| 230  | 223  | 186  | 204  | 185  | 164  | 142  | 161  | 139  |

| 1962 | 1968 | 1975 | 1982 | 1990 | 1999 | 2006 | 2011  | 2016  |
| ---- | ---- | ---- | ---- | ---- | ---- | ---- | ----- | ----- |
| 177  | 271  | 412  | 585  | 674  | 729  | 896  | 1 027 | 1 015 |

| 2021  | 2022  | - | - | - | - | - | - | - |
| ----- | ----- | - | - | - | - | - | - | - |
| 1 041 | 1 058 | - | - | - | - | - | - | - |

### Personnalités liées à la commune

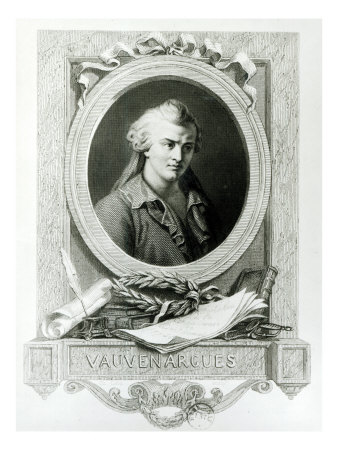
Luc de Clapiers, marquis de Vauvenargues

- Luc de Clapiers, marquis de Vauvenargues

Souvent évoqué sous le simple nom de Vauvenargues, il s'agit d'un écrivain français et surtout un moraliste, bien connu pour ses aphorismes. Ami de marquis de Mirabeau et bien connu de  Voltaire, il laisse une œuvre conséquente malgré son décès survenu à l'âge de 31 ans.
- Pablo Picasso

Le célèbre peintre espagnol vécut dans le château durant les dernières années de sa vie, et bien qu'il soit déclaré décédé à Mougins, sa sépulture a été fixée dans le parc du château, à la suite d'une décision de sa famille.

### Héraldique
| Armes de Vauvenargues | Les armes peuvent se blasonner ainsi : Fascé d'or et d'azur de six pièces, à un chef d'argent. |

## Culture et patrimoine

### Monuments et lieux touristiques

#### Monuments civils
- Le château de Vauvenargues est inscrit à l'Inventaire supplémentaire des monuments historiques par arrêté du 15 janvier 1929[24]. Il comporte encore une salle d'armes datant de l'époque médiévale, et deux pièces dont la décoration date du XVIIIe siècle. Il est pendant plus de deux siècles la propriété de la famille de Clapiers, avant d'être vendu, après la Révolution, à la famille Isoard, proche de Lucien Bonaparte. En septembre 1958, il est acheté par Picasso[25], dans le parc duquel il est enterré au côté de Jacqueline Picasso. Le château est la propriété des descendants de cette dernière.

#### Monuments religieux
- Chapelle Notre-Dame-de-Victoire et façade principale du bâtiment des moines du prieuré Sainte-Victoire (sur la montagne Sainte-Victoire près de la Croix de Provence), datées de 1656 et 1661 (propriété privée) inscrites sur l'Inventaire supplémentaire des monuments historiques par arrêté du 7 septembre 1978[26].
- Église Saint-Étienne de Vauvenargues.

#### Le circuit automobile
- La commune de Vauvenargues abrite aussi un circuit automobile, le circuit du Grand-Sambuc[27].